# Mickley (North Yorkshire)
Mickley – wieś w Anglii, w North Yorkshire. Leży 22,2 km od miasta Harrogate, 43,1 km od miasta York i 314,7 km od Londynu. W latach 1870–1872 osada liczyła 210 mieszkańców.